# 아누엘 AA

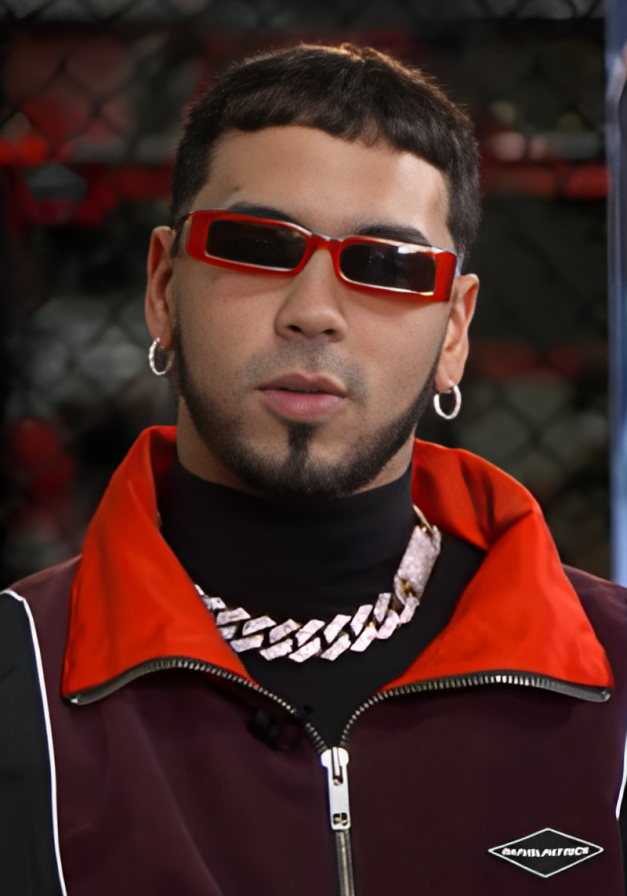
아누엘 AA(2022년)

아누엘 AA(영어: anuel AA, 본명 : 에마누엘 가스메이 산티아고(Emanuel Gazmey Santiago), 1992년 11월 26일 ~ )는 푸에르토리코의 래퍼다.

## 생애
그는 1992년 푸에르토리코 산후안에서 태어났다. 그는 14세 때 음악을 녹음하기 시작했고 4년 뒤인 2010년 온라인에 올리기 시작했다가 동료이자 미국의 래퍼 릭 로스의 마이바흐 뮤직 그룹의 라틴 지부에 계약하여 2011년 정식 데뷔했다. 그후 현재까지 라틴 힙합 장르의 래퍼로 활동하고 있다.

## 사건 사고

### 불법 총기 소지
2016년 4월 3일, 푸에르토리코에서 불법 총기 소지 혐의로 체포되어 징역 30개월형을 선고받고, 2018년 3월 출소하였다.

## 음반 목록

### 대표곡
- bebe (2018)
- secreto (2019)
- china (2019)
- me gusta (2020)

### 디스코그래피
- Real Hasta la Muerte (2018)
- Emmanuel (2020)
- Las Leyendas Nunca Mueren (2021)
- LLNM2 (2022)